# Vilanova i la Geltrú
Vilanova i la Geltrú (in castigliano: Villanueva y Geltrú) è un comune spagnolo di 54 230 abitanti situato nella comunità autonoma della Catalogna, e capoluogo della comarca del Garraf.
La città diede i natali nel 1859 a Francesc Macià, uomo politico catalano che proclamò l'indipendenza della Catalogna nell'aprile 1931, e nel 1998 alla calciatrice Aitana Bonmatí, vincitrice del Pallone d'oro 2023.
Situata a metà strada fra Barcellona (40 km) e Tarragona (45 km), è divisa in due parti: il nucleo antico della Geltrú attorno all'omonimo castello e i quartieri moderni di Vilanova sulla Costa Daurada del Mediterraneo. 

## Storia
Di origini greche col nome di Darros, nel corso delle guerre puniche divenne romana, facendo parte poi dall'epoca di Augusto della Hispania Citerior o Tarraconensis e seguendo da allora in poi le vicende di Barcellona e Tarragona con l'occupazione visigota seguita da quella araba e dalla Riconquista senza alcuna particolarità specifica. La sua economia si basò essenzialmente sull'agricoltura, sulla pesca e su un modesto commercio marittimo fino al secolo XVIII, quando cominciarono ad installarvisi grandi fabbriche tessili e nel XIX secolo si provvide a differenziare le attività industriali estendendole ai settori metallurgico e chimico. Attualmente si punta molto sul terziario, in particolare sul turismo sia balneare estivo che culturale o sportivo per il quale è particolarmente attrezzata, disponendo di un porto turistico, sportivo e peschiero oltre che commerciale, di campi per il golf, il tennis, la pallavolo e l'ippica, di attrezzature balneari ed offrendo molte possibilità di dedicarsi allo sport con agenzie d'affitto di natanti, con corsi per la pesca e l'esplorazione subacquea, per la navigazione a vela e a motore e la possibilità di escursioni per mare.

## Cultura
Dal punto di vista culturale l'interesse è offerto da programmazioni stabili di teatro, musica, cinema, dal Festival Internacional de Música Popular Tradicional, dalla stessa città vecchia e dai numerosi musei alcuni di rilevanza nazionale.
- Museu - biblioteca Victor Balaguer, museo con reperti preistorici, iberici, greci, romani, antichità egizie, ceramiche spagnole dei secoli XVII-XVIII, arredamento del primo piano con mobili mozarabici e raccolta di opere di pittori barocchi spagnoli e italiani fra i quali El Greco, e L. Giordano e di pittori moderni: Picasso, Soler, Cabals ed altri e inoltre c'è la biblioteca raccolta e ordinata dal poeta Víctor Balaguer (1824-1901);
- Museu de Ferrocarril, con una collezione di locomotive a vapore, elettriche e diesel e materiale ferroviario di vario tipo, il Museu de Curiositats Marineres che espone oggetti della vita marinara;
- Museu Romantic - Can Papiol, un'esemplare casa signorile costruita e arredata con grande buon gusto dal proprietario terriero Francesc Papiol nel 1790-1801. Gli arredi e i mobili sono del periodo napoleonico dal Pompeiano all'Impero e del periodo di Luigi XVI; la casa ha servizi che la rendevano completamente autonoma, giardini e un'interessante biblioteca.

Il Castell de la Geltrù risale al XIII secolo ed è oggi adibito a museo di oggetti d'arte araba e medioevale ed anche di arte moderna d'avanguardia. La chiesa parrocchiale barocca contiene un grande retablo rinascimentale, la Casa de Santa Teresa è una casa signorile arredata con mobili dal secolo XVII al XIX e con opere di pittori romantici.
Le feste popolari sono fra le più antiche e ricche della Catalogna e non passa mese che non ci sia una festa. Tra queste si trova il celebre carnevale, tradizionale ma al tempo stesso innovatore, a cui tutti i cittadini partecipano. Durante questa festa i ragazzi e le ragazze, vestiti con abiti tradizionali (come il mantón de Manila), portano una borsa piena di caramelle da distribuire per la strada.
La gastronomia, grazie al contesto agricolo e marinaro è caratterizzata dall'utilizzazione di prodotti freschi locali.

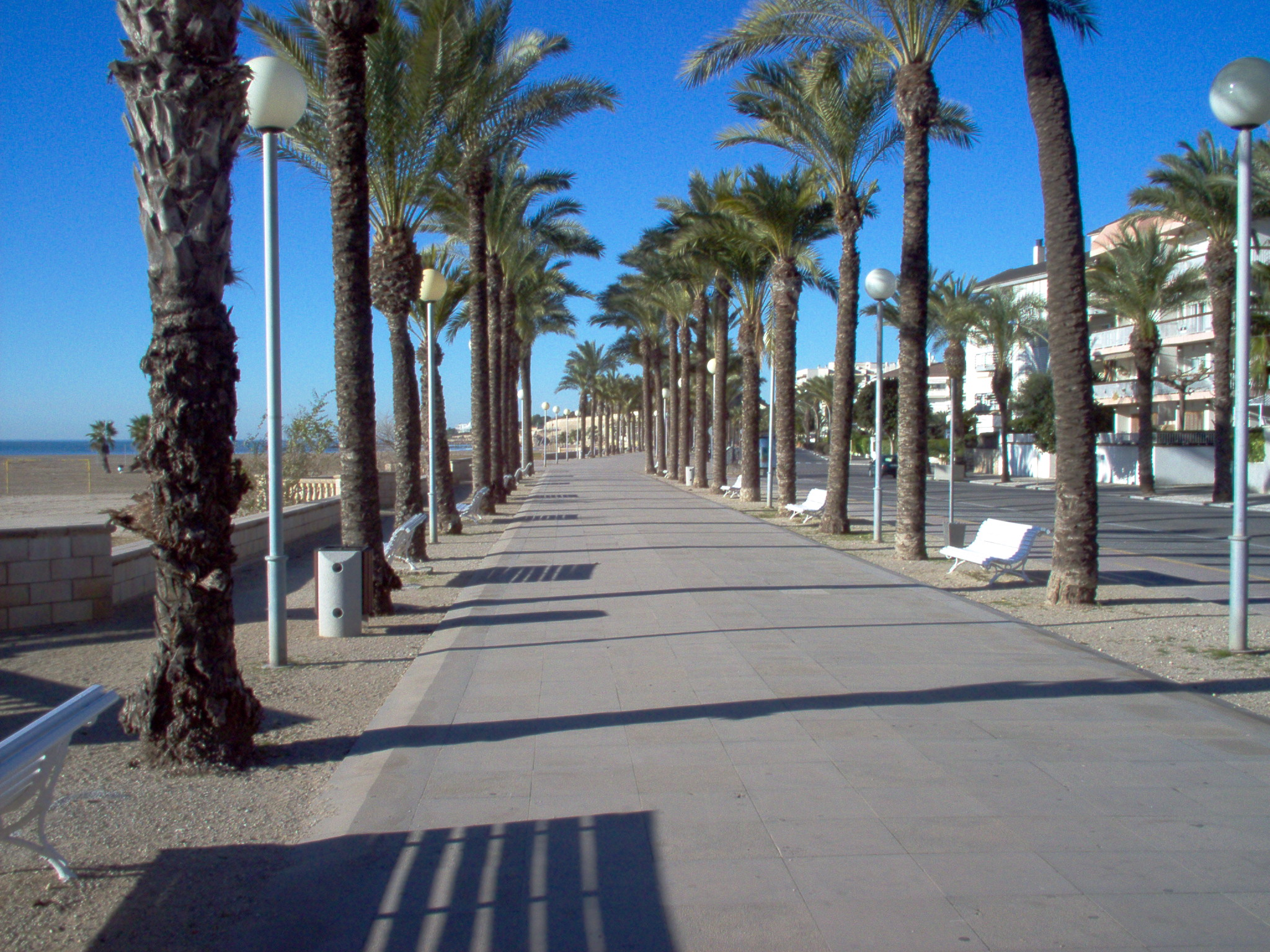
Il lungomare di Vilanova i la Geltrú

Dal punto di vista della natura la comarca del Garraf è privilegiata perché comprende le pendici della Cordigliera rocciose e con abbondanza di arbusti caratteristici della macchia mediterranea e il territorio lussureggiante della costa. Nel territorio sono presenti tre aree protette: il Parc de Garraf con paesaggi esotici montani ricchi di formazioni carsiche, il Parc de Foix fra vigneti e castelli medioevali, l'Olérdola che si sviluppa dai campi coltivati frammisti a palme e ruderi romani alla collina alla cui sommità è la chiesa di Sant Miquel del XII secolo.